# Entephria epixantha
Entephria epixantha är en fjärilsart som beskrevs av Hans Ferdinand Emil Julius Stichel 1911. Entephria epixantha ingår i släktet Entephria och familjen mätare. Inga underarter finns listade i Catalogue of Life.